# Marquess of Normanby

Wappen der Marquesses of Normanby (zweiter Verleihung)

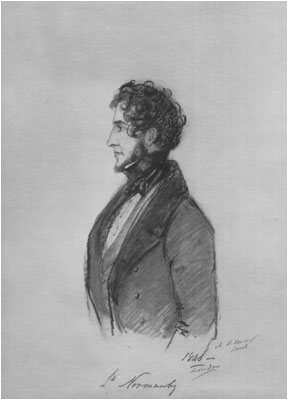
Constantine Phipps, 1. Marquess of Normanby

Marquess of Normanby ist ein erblicher britischer Adelstitel, der je einmal in der Peerage of England und in der Peerage of the United Kingdom verliehen wurde.
Familiensitz der Marquesses ist Mulgrave Castle bei Whitby in Yorkshire.

## Verleihungen
Erstmals wurde der Titel am 10. Mai 1694 an John Sheffield, 3. Earl of Mulgrave, verliehen. Dieser war ein bedeutender Staatsmann. Bereits 1658 hatte er die fortan nachgeordneten Titel seines Vaters als 3. Earl of Mulgrave und 6. Baron Sheffield geerbt. Ersterer war am 16. Februar 1547 seinem Urururgroßvater, letzterer am 5. Februar 1626 seinem Urgroßvater verliehen worden. Am 23. März 1703 wurde er zum Duke of Buckingham and Normanby erhoben. Der Heir apparent des jeweiligen Dukes führte daraufhin den Höflichkeitstitel Marquess of Normanby. Alle vier Titel gehörten zur Peerage of England und erloschen beim Tod seines jüngsten, kinderlosen Sohnes, des 2. Dukes, am 30. Oktober 1735.
In zweiter Verleihung wurde der Titel am 25. Juni 1838 in der Peerage of the United Kingdom an Constantine Phipps, 2. Earl of Mulgrave, verliehen. Dieser war in weiblicher Linie ein Urururenkel des 1. Duke of Buckingham and Normanby und seit 1835 Lord Lieutenant of Ireland. Er hatte bereits 1831 von seinem Vater folgende Titel geerbt:
2. Earl of Mulgrave und 2. Viscount Normanby, die diesem am 7. September 1812 in der Peerage of the United Kingdom verliehen worden waren, 2. Baron Mulgrave, of Mulgrave in the County of York, der seinem Vater am 13. August 1794 in der Peerage of Great Britain verliehen worden war, sowie 4. Baron Mulgrave, of New Ross in the County of Wexford, der am 3. September 1767 in der Peerage of Ireland seinem Großvater verliehen worden war. Der Heir apparent des jeweiligen Marquess führt den Höflichkeitstitel Earl of Mulgrave.
Dem 2. Baron Mulgrave (of New Ross) war am 7. Juli 1790 in der zur Peerage of Great Britain auch der Titel Baron Mulgrave, of Mulgrave in the County of York, verliehen worden. Dieser Titel erlosch aber zwei Jahre später, als der Baron kinderlos starb und seine andere Baronie an seinen jüngeren Bruder, den späteren 1. Earl of Mulgrave fiel.

## Liste der Marquesses of Normanby, Earls of Mulgrave und Barone Mulgrave

### Earls of Mulgrave, erste Verleihung (1626)
- Edmund Sheffield, 1. Earl of Mulgrave (um 1564–1646)
- Edmund Sheffield, 2. Earl of Mulgrave (1611–1658)
- John Sheffield, 3. Earl of Mulgrave (1648–1721) (1694 zum Marquess of Normanby und 1703 zum Duke of Buckingham and Normanby erhoben)

### Marquesses of Normanby, erste Verleihung (1694)
- John Sheffield, 1. Duke of Buckingham and Normanby, 1. Marquess of Normanby (1648–1721)
- Edmund Sheffield, 2. Duke of Buckingham and Normanby, 2. Marquess of Normanby (1716–1735)

### Barone Mulgrave, erste Verleihung (1767)
- Constantine Phipps, 1. Baron Mulgrave (1722–1775)
- Constantine Phipps, 2. Baron Mulgrave (1744–1792)
- Henry Phipps, 3. Baron Mulgrave (1755–1831) (1812 zum Earl of Mulgrave erhoben)

### Earls of Mulgrave, zweite Verleihung (1812)
- Henry Phipps, 1. Earl of Mulgrave (1755–1831)
- Constantine Henry Phipps, 2. Earl of Mulgrave (1797–1863) (1838 zum Marquess of Normanby erhoben)

### Marquesses of Normanby, zweite Verleihung (1838)
- Constantine Phipps, 1. Marquess of Normanby (1797–1863)
- George Phipps, 2. Marquess of Normanby (1819–1890)
- Constantine Phipps, 3. Marquess of Normanby (1846–1932)
- Oswald Phipps, 4. Marquess of Normanby (1912–1994)
- Constantine Phipps, 5. Marquess of Normanby (* 1954)

Titelerbe (Heir apparent) ist der Sohn des jetzigen Marquess, John Phipps, Earl of Mulgrave (* 1994).